# Barnessche G-Funktion

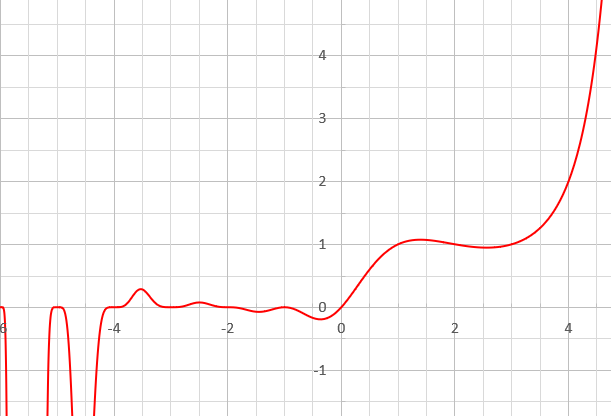
Barnessche -Funktion entlang der realen x-Achse

Die Barnessche {\displaystyle G}-Funktion, typischerweise mit {\displaystyle G(z)} bezeichnet, ist eine Funktion, die eine Erweiterung der Superfakultäten auf die komplexen Zahlen darstellt. Sie steht in Beziehung zur Gammafunktion, der {\displaystyle K}-Funktion und der Konstanten von Glaisher-Kinkelin und ist nach dem Mathematiker Ernest William Barnes benannt.
Formal ist die Barnessche {\displaystyle G}-Funktion in der Form eines Weierstraß-Produkts definiert als
{\displaystyle G(z+1)=(2\pi )^{z/2}e^{-[z(z+1)+\gamma z^{2}]/2}\prod _{n=1}^{\infty }\left[\left(1+{\frac {z}{n}}\right)^{n}e^{-z+z^{2}/(2n)}\right]}
wobei {\displaystyle \gamma } die Euler-Mascheroni-Konstante bezeichnet.

## Differenzengleichung, Funktionalgleichung und spezielle Werte
Die Barnessche {\displaystyle G}-Funktion erfüllt die Differenzengleichung
{\displaystyle G(z+1)=\Gamma (z)G(z)}
mit der Normierung {\displaystyle G(1)=1.} Die Differenzengleichung impliziert, dass {\displaystyle G} die folgenden Werte für ganzzahlige Argumente annimmt:
{\displaystyle G(n)={\begin{cases}0,&{\text{falls }}n=0,-1,-2,\ldots \\\prod _{i=0}^{n-2}i!,&{\text{falls }}n=1,2,\ldots \end{cases}}}
so dass
{\displaystyle G(n)={\frac {(\Gamma (n))^{n-1}}{K(n)}}}
wobei {\displaystyle \Gamma (n)} die Gammafunktion und {\displaystyle K(n)} die K-Funktion bezeichnen. Die Differenzengleichung definiert die {\displaystyle G}-Funktion eindeutig, wenn die Konvexitätsbedingung
{\displaystyle (\forall x\geq 1)\,{\frac {\mathrm {d} ^{3}}{\mathrm {d} x^{3}}}\log(G(x))\geq 0}
gestellt wird.
Die Differenzengleichung der {\displaystyle G}-Funktion und die Funktionalgleichung der Gamma-Funktion liefern die folgende Funktionalgleichung für die {\displaystyle G}-Funktion, wie ursprünglich von Hermann Kinkelin bewiesen wurde:
{\displaystyle G(1-z)=G(1+z){\frac {1}{(2\pi )^{z}}}\exp \int \limits _{0}^{z}\pi t\cot \pi t\,\mathrm {d} t.}

## Multiplikationsformel
Wie die Gamma-Funktion erfüllt auch die {\displaystyle G}-Funktion eine Multiplikationsformel:
{\displaystyle G(nz)=K(n)n^{n^{2}z^{2}/2-nz}(2\pi )^{-{\frac {n^{2}-n}{2}}z}\prod _{i=0}^{n-1}\prod _{j=0}^{n-1}G\left(z+{\frac {i+j}{n}}\right)}
wobei {\displaystyle K(n)} eine Funktion ist, die durch
{\displaystyle K(n)=e^{-(n^{2}-1)\zeta ^{\prime }(-1)}\cdot n^{\frac {5}{12}}\cdot (2\pi )^{(n-1)/2}\,=\,(Ae^{-{\frac {1}{12}}})^{n^{2}-1}\cdot n^{\frac {5}{12}}\cdot (2\pi )^{(n-1)/2}.}
gegeben ist. Hierbei ist {\displaystyle \zeta ^{\prime }} die Ableitung der Riemannschen Zeta-Funktion und {\displaystyle A} die Konstante von Glaisher-Kinkelin.

## Asymptotische Entwicklung
Die Funktion {\displaystyle \log \,G(z+1)} hat die folgende asymptotische Entwicklung, die von Barnes gefunden wurde:
{\displaystyle \log G(z+1)={\frac {1}{12}}-\log A+{\frac {z}{2}}\log 2\pi +\left({\frac {z^{2}}{2}}-{\frac {1}{12}}\right)\log z-{\frac {3z^{2}}{4}}+\sum _{k=1}^{N}{\frac {B_{2k+2}}{4k\left(k+1\right)z^{2k}}}+O\left({\frac {1}{z^{2N+2}}}\right).}
Hierbei bezeichnet {\displaystyle B_{k}} die Bernoulli-Zahlen und {\displaystyle A} die Konstante von Glaisher-Kinkelin. (Man beachte, dass zur Zeit von Barnes die Bernoulli-Zahl {\displaystyle B_{2k}} als {\displaystyle (-1)^{k+1}B_{k}} geschrieben wurde. Diese Konvention wird nicht länger verwendet.) Die Entwicklung ist gültig für {\displaystyle z} in jedem Sektor, der nicht die negative reelle Achse enthält.

## Weblink
- Eric W. Weisstein: Barnes {\displaystyle G}-Function. In: MathWorld (englisch).